# رون إليس (كرة سلة)
رون إليس (بالإنجليزية: Ron Ellis) مواليد 18 سبتمبر 1968 في مونرو، هو لاعب كرة سلة أمريكي معتزل. بدأ مسيرته الاحترافية في سنة 1992. تم اختياره من قبل فريق فينيكس صنز خلال الدرافت. يبلغ طوله 6 قدم 7 بوصة (2.0 م). اعتزل اللعب في 2007.

## المسيرة الاحترافية
لعب مع سبيرو شارلوروا من سنة 1993 إلى 1999، ثم لعب مع نادي إراكليس سالونيك لكرة السلة في موسم 1999–2000، ثم لعب مع سبيرو شارلوروا من سنة 2000 إلى 2004.

## روابط خارجية
- رون إليس على موقع الاتحاد الدولي لكرة السلة (الإنجليزية)
- رون إليس على موقع سبورتس رفرنس (الإنجليزية)
- رون إليس على موقع كرة السلة الأوروبية.كوم (الإنجليزية)
- رون إليس على موقع كلية كرة السلة في سبورتس رفرنس.كوم (الإنجليزية)
- رون إليس على موقع ريلجم (الإنجليزية)
- رون إليس على موقع بروبوليرز (الإنجليزية)
- رون إليس على موقع سبورتس رفرنس (الإنجليزية)